# Pternistis ochropectus
El francolín somalí, o francolín de Yibuti (Pternistis ochropectus) es una especie de ave galliforme de la familia Phasianidae. Es una de las aves en mayor peligro de extinción del mundo, pues sólo habita en una zona muy restringida de Yibuti. No se reconocen subespecies.

## Historia natural
Su hábitat natural son los bosques tropicales montanos, principalmente formados por el junípero africano. Sin embargo, los bosques preferidos por el francolín también se encuentran amenazados, así que también puede encontrarse en otros hábitats. Sólo se conocen dos poblaciones de francolines de Yibuti, una de las cuales no se encuentra bajo observación. Normalmente se mueve en pequeños grupos y es extremadamente tímido. Se sabe que se alimenta de bayas, semillas y termitas y se aparea entre diciembre y febrero. Se lo considera una especie en peligro crítico debido a la desaparición del 90 % de su población en los últimos veinte años. La degradación de su hábitat debido a la actividad del hombre constituye su principal amenaza.